# Green Lantern: The Animated Series
Green Lantern: The Animated Series is een Amerikaanse animatieserie die werd uitgezonden op Cartoon Network sinds 11 november 2011. De serie is gemaakt door Bruce Timm, Giancarlo Volpe en Jim Krieg en gebaseerd op de gelijknamige strips van DC Comics. In Nederland en Vlaanderen ging de serie in première op 7 januari 2013. De reeks werd in Vlaanderen herhaald op VIER.

## Verhaal
De serie draait om Hal Jordan. Hij heeft als een van de groene lantaarns een groene ring met superkrachten die gevoed wordt door wilskracht. Alle groene lantaarns zweren trouw aan de Guardians of the Universe.
Jordan steelt een ruimteschip dat wordt bestuurd door de artificiële intelligentie Aya en reist samen met zijn partner Kilowog naar de Frontier Space, aan de rand van het territorium in handen van de Guardians. In dit gebied worden groene lantaarns vermoord door rode lantaarns. De rode lantaarns hebben Atrocitus als leider en bezitten elk een rode ring met superkrachten die gevoed wordt door woede. Atrocitus' wereld werd vernietigd door de Manhunters, een groep robots gemaakt door de Guardians. De Manhunters werden uiteindelijk gestopt door de groene lantaarns, maar de Guardians gaven Atrocitus en zijn volk geen nieuw thuis en hij wil zich nu wreken op de Guardians.
Jordan neemt de rode lantaarn Razer mee op zijn schip als gevangene. Uiteindelijk wordt Razer een teamlid en helpt hij mee om Atrocitus te verslaan. Hij wordt verliefd op Aya en gelooft dat ze meer is dan alleen een artificiële intelligentie. Tijdens het gevecht met Atrocitus raakt Aya's verstand beschadigd. Ze besluit haar emoties uit te zetten, omdat die enkel voor ellende zorgen. Ze wil alle wezens in het universum vervangen door gevoelloze Manhunters.
Op het eind van het seizoen komt het team erachter dat Aya ontstaan is uit leven. Uiteindelijk lukt het Jordan om Aya te overtuigen dat een universele genocide slecht is, maar ondertussen staat het nieuwe leger Manhunters klaar om aan te vallen. Aya lanceert een computervirus dat alle Manhunters deactiveert, maar ook Aya zelf wordt gedeactiveerd. Razer kan niet geloven dat Aya voor goed dood is, aangezien er een sprankje leven in haar zat en een computervirus dat niet kan vernietigen. Hij besluit doorheen de melkweg te reizen op zoek naar haar. Het seizoen eindigt met het beeld van een blauwe ring die richting Razer vliegt. Blauwe ringen worden gevoed door hoop.

## Stemmen
- Hal Jordan: Josh Keaton
- Kilowog: Kevin Michael Richardson (Nederlands: Murth Mossel)
- Aya: Grey DeLisle (Nederlands: Marjolein Algera)
- Razer: Jason Spisak (Nederlands: Ewout Eggink)
- Appa Ali Apsa: Brian George (Nederlands: Fred Meijer (acteur))
- Atrocitus: Jonathan Adams (Nederlands: Marcel Jonker)
- General Zartok: Clancy Brown (Nederlands: Just Meijer)